# روبرتو كاسترو
روبرتو كاسترو (بالإنجليزية: Roberto Castro)‏ هو لاعب غولف أمريكي، ولد في 23 يونيو 1985 في هيوستن في الولايات المتحدة.

## وصلات خارجية
- روبرتو كاسترو على موقع رابطة لاعبي الغولف المحترفين (الإنجليزية)
- روبرتو كاسترو على موقع التصنيف العالمي الرسمي للغولف (الإنجليزية)